# Anachronox
Anachronox est un jeu vidéo de rôle conçu par Tom Hall, développé par Ion Storm Dallas et édité par Eidos, sorti en 2001 sur Microsoft Windows.

## Scénario
Sylvester Bucelli, dit « Sly Boots », détective privé, n'arrive pas à payer le loyer de son agence sur la planète Anachronox. Il parvient à se faire engager comme garde du corps par Grumpos Matavastros, un scientifique qui étudie le pouvoir que renferme des artefacts aliens : les « MysTech ». Accompagné de son robot PAL-18, Boots sera amené à voyager sur différentes planètes.

### Anachronox
Anachronox est une ville-planète artificielle créée dans un relais de spatial du réseau Sender par une race extraterrestre aujourd'hui éteinte. Les différents quartiers de la ville se réarrangent à intervalles réguliers.
C'est sur cette planète qu'habite Boots.

### Sender Station
Sender Station est une station spatiale ayant un rôle d'« aéroport spatial ». Elle comprend un quai d'embarquement, un centre de conférence, un musée, un dortoir et un hôtel de luxe.
Le « Red Light District » est une petite ville cachée dans les sous-sols de la station renommée pour être un lieu consacré aux plaisirs sexuels sous toutes ses formes. Le Cold Sweat Sex Machine est le bar-dancing le plus connu.

### Sunder
Sunder est une planète entièrement consacrée à la science qui réunit les plus grands cerveaux de l'univers. C'est là que travaille le Docteur Rho Bowman, une spécialiste des MysTech.

### Democratus
Democratus est une planète techniquement très avancée entourée d'une station spatiale en forme de gigantesque anneau, hébergeant l'élite politique et les citoyens. Le régime politique est une démocratie : les habitants de l'anneau élisent un grand conseil de dix membres et sont régulièrement sollicités par le conseil au moyen de référendums. Le conseil y encourage vivement la pensée de groupe par l'intermédiaire d'un militantisme et de tracts.
La surface de Démocratus est particulièrement hostile. Les habitants « d'en bas » n'ont ni droits civiques, ni droit d'expression ; les habitants de l'anneau leurs envoie du matériel et de la nourriture.

### Hephaestus
Hephaestus est une planète chaude, en grande partie recouverte de magma, d'où une usine extrait la majeure partie des Mystech de la galaxie. La planète est dirigée par un ordre religieux, l'« Ordre du Mysterium », dont le culte repose sur les Neuf Énigmes : neuf questions portant sur Dieu, l'homme et la création de l'univers.
Un immense parc d'attraction, « La Mecque du Mysterium », fait aussi la renommée de la planète à travers la galaxie. Il est bâti au-dessus des taudis où vivent les ouvriers de l'usine de Mystech.

### Krapton
Krapton est une planète transparente habitée par des super-héros. La vraie histoire de leurs aventures a fait l'objet de comics. Les habitants de Krapton n'ayant pas de supers pouvoirs ont fui la planète depuis longtemps car ils en avaient assez d'être poursuivis par les supers vilains, puis sauvés par les super-héros.
Le super-méchant Rictus, l'ennemi juré de El-Puno, dit "La Rage du Poing", possède un immense vaisseau spatial-prison qui capture des civils à travers la galaxie pour repeupler Krapton et assujettir sa population.

## Système de jeu
Le jeu se présente sous la forme d'un jeu d'action-aventure futuriste en trois dimensions en vue objective. Les combats sont aussi en trois dimensions mais la gestion de la caméra est automatisée.

### Exploration
Le déplacement se fait à travers un niveau modélisé en trois dimensions et généralement ouvert : le joueur est libre d'arpenter la zone dans laquelle il se trouve.
En étant immobile, un curseur d'interaction apparaît ; c'est grâce à lui que l'on peut agir avec les éléments du décor : portes, terminaux, ascenseurs.
Le joueur dirige un chef de groupe ; les autres membres du groupe suivent le chef. Il est possible de changer le chef de groupe à tout moment : les dialogues et les informations recueillis sont différentes selon le personnage utilisé. De plus, chaque personnage a une compétence d'exploration utilisable sous forme de mini-jeu chronométré ; Boots peut crocheter les serrures, PAL-18 sait pirater les terminaux et Grumpos peut radoter pour fatiguer son interlocuteur.
Boots possède aussi un appareil photo dont certaines quêtes nécessitent l'usage.

### Combats
Le style des combats est très proche de celui des premiers Final Fantasy : les combats se font au tour par tour par l'intermédiaire d'une jauge de chargement par personnage (similaire aux jauges ATB). Une fois pleine, une des actions suivante est disponible :
- attaquer (avec l'arme principale) ;
- se déplacer ;
- utiliser un objet de l'inventaire ;
- activer le pouvoir du Mystech équipé ;
- utiliser une compétence spécifique ;
- actionner un objet du décor proche de personnage (levier, trappe, etc).

Les déplacements se font sur un réseau de points qui varie selon le lieu du combat. Certaines armes nécessitent d'être au corps à corps pour attaquer. D'autres permettent d'attaquer à distance mais alors il faut qu'il n'y ait pas d'obstacles entre l'attaquant et la cible.
Certain objets de l'inventaire permettent de remettre la vie ou l'énergie d'un personnage, de guérir d'effets anormaux (folie, rage, etc) ou d'attaquer.
Les Mystech doivent être ramassés ou achetés, puis être équipés sur le personnage dans l'inventaire. Chaque Mystech a un pouvoir unique et on ne peut en équiper qu'un seul à la fois.
Chaque personnage possède une ou plusieurs compétences spécifiques ; par exemple, Boots peut utiliser Fatima comme écran protecteur et diminuer les dégâts encaissés.
Chaque personnage possède quatre jauges :
- Une jauge qui définit l'ordre d'action des personnages ;
- Sa jauge de vie ;
- Sa jauge d'énergie ;
- Sa jauge d'action qui permet de se déplacer et d'utiliser la compétence spécifique.

L'équipe de Boots ne peut contenir que trois personnages simultanément.

### Éléments de jeu de rôle
Un inventaire permet de stocker des healgreases (packs de soin), des glodents (pour récupérer de l'NRG), des objets de quêtes, de l'équipement, etc. Il permet aussi d'équiper une arme, un bouclier, deux bracelets (généralement de protection) et un Mystech par personnage.
Chaque personnage a une liste de statistiques qui déterminent son état de santé, ses aptitudes au combat et l'affinité qu'il a avec chaque MysTech.

## Développement
Anachronox est annoncé officiellement en avril 1997 ; sa sortie est alors programmée pour l'été 1998. 

## Versions
Après le patch 1.01 (qui est en fait un SDK), il y a eu trois autres patch non officiels qui sont sortis : deux par Joey Liaw (build 44 et 45), un des développeurs, qui corrigent principalement quelques problèmes de stabilité et ajoutent quelques fonctionnalités liées au gameplay (comme la possibilité de prendre un taxi pour se déplacer) ; le troisième (build 46), développé par la communauté, corrige encore quelques bugs.
Une communauté francophone s'est formée pour produire une traduction des textes et des images du jeu.

## Machinima
Une compilation de séquences du jeu a remporté trois prix au festival Machinima de 2002.